# Wilton Ivie
Vaine Wilton Ivie (28 maart 1907 - 8 augustus 1969) was een Amerikaanse arachnoloog, die honderden nieuwe soorten en veel nieuwe geslachten van spinnen beschreef, zowel onder zijn eigen naam als in samenwerking met Ralph Vary Chamberlin. Hij was werkzaam bij het American Museum of Natural History in New York. Hij was ook een voorstander van de Technocratie-beweging.

## Biografie
Wilton Ivie werd op 28 maart 1907 geboren in Eureka, Utah. Hij studeerde aan de Universiteit van Utah en behaalde een BSc in 1930 en een MSc in 1932, werkend onder Ralph V. Chamberlin. Hij bleef van 1932 tot 1947 als instructeur in de zoölogie in Utah, waar hij bleef werken aan spinnen.
De laatste 9 jaar van zijn leven werkte hij bij het American Museum of Natural History. Hij stierf als gevolg van een auto-ongeluk in Kansas op 8 augustus 1969 tijdens een expeditie voor het American Museum of Natural History.

## Taxonomische werken
Ivie publiceerde veel teksten met informatie over spinnen, vaak met Chamberlin, zoals Nieuwe vogelspinnen uit de zuidwestelijke staten in 1939, en Nieuwe spinnen uit Mexico en Panama, waarin onder andere de volgende soorten worden beschreven of genoemd: Aphonopelma iodius, Aphonopelma moderatum, Aphonopelma radinum, Aphonopelma vorhiesi en Brachypelma embrithes.
Andere werken omvatten:
- De wetenschappelijke houding (oorspronkelijke titel: The Scientific Attitude) [5]
- Enkele nieuwe spinnen uit Ohio (oorspronkelijke titel: Some New Spiders from Ohio) [6]
- Journal of the New York Entomological Society 1967 New York Entomological Society: nieuwe synoniemen van één geslacht en vierentwintig soorten, evenals eenentwintig nieuwe combinaties en een paar andere aantekeningen met betrekking tot Amerikaanse spinnen, de meeste in de familie Linyphiidae, met name de subfamilie Erigoninae, worden geregistreerd.[7]
- De mens en de natuur der dingen (oorspronkelijke titel: Man and the Nature of Things), 1954 [8]

## Technocratiebeweging
Hij was lid van Technocratie-beweging vanaf 1937 en diende in het personeel van CHQ als Directeur van Publicaties. Hij was de auteur van Comments on the News, dat maandelijks verscheen in Technocratic Trendevents, en schreef talloze artikelen, sommige onder het pseudoniem Techno Critic, naast de talrijke artikelen onder zijn eigen naam.

## Naar hem vernoemde taxa
- Iviella Lehtinen, 1967
- Aphonopelma iviei Smith, 1995

### Online technocratieteksten
- Technocracy - America Must Show The Way - Wilton Ivie - (1937/1948)
- Technocracy - Globaloney Fantasy - Wilton Ivie - (1944)
- Technocracy - The Ecology of Man - Wilton Ivie - (1948)[dode link]
- Technocracy - Who Is A Technocrat - Wilton Ivie - (1953)
- Technocracy - A Place To Live In - Wilton Ivie - (1955)

- International Standard Name Identifier: 0000 0004 0184 5101
- Library of Congress Control Number: no2016132836
- Virtual International Authority File: 311428136
- WorldCat: E39PBJpDRtH3dQwYJKB39gPmh3